# Hastings Castle
Hastings Castle är ett slott i Storbritannien.   Det ligger i grevskapet East Sussex och riksdelen England, i den sydöstra delen av landet, 90 km sydost om huvudstaden London. 

## Historia
Slottet byggdes av Vilhelm erövraren direkt efter att han invaderat England år 1066. Det var från början ett enkelt träfort, men år 1070 beordrade Vilhelm att det skulle byggas om till en stenbyggnad och uppföras en kyrka. Han gav slottet och resten av Hastingsdistriktet till Hertigen av Eu. 
Senare beordrade kung Johan av England att slottet skulle raseras, men det återuppbyggdes av hans son Henrik III år 1220. En svår storm år 1267 gjorde mycket skada i Hastings och på grund av erosion föll delar av slottet i havet. Under de följande åren förföll det allt mer och det övergavs och glömdes bort. Ruinerna av slottet återupptäcktes 1824 och delar av slottet återuppbyggdes. Under andra världskriget förstördes delar av byggnaden igen, men lämningar av slottet finns ännu kvar och är idag en turistattraktion.

## Geografiskt läge
Hastings Castle ligger 31 meter över havet. Terrängen runt Hastings Castle är platt. Havet är nära Hastings Castle åt sydost.  Närmaste större samhälle är Hastings, 0,85 km väster om Hastings Castle. Trakten runt Hastings Castle består i huvudsak av gräsmarker.